# Kommissuralneuron
Kommissuralneurone sind Neurone, die mit ihren Axonen die beiden Hälften des Nervensystems sowohl im Gehirn wie auch im Rückenmark verbinden, also die Kommissuren ausbilden. Es existieren zahlreiche unterschiedliche Populationen (neuronale Subtypen).
Die dorsalen Kommissuralaxone wachsen entlang eines charakteristischen Pfades: von der dorsalen Lage ihrer Zellkörper Richtung Mittellinie, überqueren diese und wachsen dann in Richtung Kopf. Aufgrund dieses stereotypen Wachstums werden sie in der neurowissenschaftlichen Forschung gerne als Modell verwendet, um axonale Wegfindung zu untersuchen. Nach dem Überkreuzen der Mittellinie gehen sie unterschiedliche synaptische Kontakte mit Neuronen auf der kontralateralen Hemisphäre (also den auf der gegenüberliegenden Seite liegenden) ein.  Teilweise wachsen die Axone nach dem Kreuzen der Mittellinie auch von dieser seitlich weg. Sie kreuzen aber niemals zurück. Dieses laterale (seitliche) Wachstum auf der kontralateralen Seite ist nicht bis ins letzte Detail verstanden.
Die Kommissuralaxone ändern ihre Reaktionsbereitschaft gegenüber der Mittellinie: letztere hat anfänglich, vor dem Kreuzen der Axone, einen anziehenden Effekt, wirkt aber dann (nach dem Kreuzen der Axone) abrupt abstoßend auf die Axone. Die Kommissuralaxone wechseln quasi ihre Empfindlichkeit gegenüber der Mittellinie. Vor dem Überkreuzen „sehen“ sie die Mittellinie als attraktiv, nach dem Kreuzen als repulsiv. Die Wegweisermoleküle, die für diesen Wechsel und das korrekte Auswachsen der Kommissuralaxone generell verantwortlich sind, sind sehr vielfältig. Eine Rolle spielen beispielsweise Signalproteine aus der Klasse der Netrine und Morphogene die zum Wnt-Signalweg und dem Hedgehog-Signalweg gehören.